# Ndigou-Adamou
Ndigou-Adamou ou appelé aussi Digou-Adamou est un village de la commune de Belel situé dans la région de l'Adamaoua et le département de la Vina au Cameroun.

## Population
En 2015, Ndigou-Adamou comptait 668 habitants dont 301 hommes et 367 femmes. En termes d'enfants, le village comptait 71 nourrissons (0-35 mois), 12 nourrissons (0-59 mois), 42 enfants (4-5 ans), 156 enfants (6-14 ans), 124 adolescents (12-19 ans), 232 jeunes (15-34 ans).

## Économie
L'apiculture est pratiquée de manière résiduelle.